# Roberto Heras
Roberto Heras Hernández (født 1. februar 1974 i Béjar) er en tidligere spansk cykelrytter.
Roberto Heras er med sine fire samlede sejre i Vuelta a España den mest vindende rytter i løbets historie. Under sin fjerde sejr i 2005 blev Heras testet positiv for EPO, og derfor blev russiske Denis Mensjov efterfølgende kåret til vinder i stedet. Efter et længere retsligt efterspil lykkedes det dog Heras at få medhold i, at der var fejl i hans prøver, og derfor blev han genindsat som vinder af løbet.
Den 29. december 2007 stoppede han sin aktive karriere som cykelrytter, da han ikke kunne få en kontrakt med et hold fra Pro Touren.